# Secretaria per a l'Economia de la Santa Seu
La Secretaria per a l'Economia és un dicasteri de la Cúria Romana amb autoritat sobre totes les activitats econòmiques de la Santa Seu i de l'Estat del Vaticà. El Papa Francesc va ordenar l'obertura d'aquest secretariat amb el motu proprio Fidelis et dispensator prudens, publicat el 14 de febrer del 2014. Després de la Secretaria d'Estat de la Santa Seu és el segon dicasteri que porta el nom de secretariat, un terme que indica la seva importància en relació amb altres parts de la Cúria. La seu del secretariat és la Torre de sant Joan dels Jardins del Vaticà.

## Estructura
Està encapçalat per un cardenal-prefecte que manté una estreta relació amb el papa. L'arquebisbe de Sidney George Pell fou l'escollit per a ser el primer prefecte i "se li va demanar que comencés a treballar tan aviat com pogués". Pell va dir que ell volia començar a treballar al Vaticà "a finals del mes de març". La seva feina és anàloga a la que fa el ministre d'economia.
El 3 de març del 2014 el papa Francesc va nomenar Alfred Xuereb com el primer secretari general. Xuereb havia estat secretari particular de Benet XVI i també del Papa Francesc des del seu nomenament.
El Papa també va anunciar la formació d'un Consell d'Economia per a guiar al secretariat i analitzar la seva feina. El consell està format per vuit cardenals o bisbes i set laics "amb una gran experiència professional en les finances", tots escollits per a representar el cos de tota l'Església. El consell està liderat per un cardenal coordinador. El papa també va nomenar un auditor general.